# Dar al-Shifa'
Dār al-Shifāʾ (in arabo دار الشفاء‎?), letteralmente "casa della salute" o "casa di cura", è il termine usato nel contesto storico dell'architettura islamica per indicare un edificio costruito per scopi curativi, equivalente a un ospedale o clinica dei nostri giorni.
Sinonimi di questo termine erano il persiano "Māristān, Bīmāristān", "Bīmārkhāna", "Šifākhāna" o (per malattie mentali) "Timarkhāna". 
Varianti di "Dār al-Shifāʾ" sono il turco "Darüşşifa" e arabo "Māshfa". 
Il termine è ancora usato nel nome degli ospedali in alcuni paesi arabi; ad esempio il Dār al-Shifāʾ Private Hospital ad Abu Dhabi, Emirati Arabi Uniti.
Alcune delle più note Dār al-Shifāʾ sono:
- Gevher Nesibe Darüşşifa e Medrese (scuola medica) a Kayseri, Turchia
- Turan Melek Sultan Darüşşifa a Divriği, Turchia, annesso alla Grande Moschea Divriği
- Şifaiye Medrese (scuola medica) e Darüşşifa a Sivas, Turchia
- Complesso di edifici Bayezid II Külliye Darüşşifa a Edirne, Turchia, è un museo dedicato alla medicina